# CRヱヴァンゲリヲン 〜始まりの福音〜
『CRヱヴァンゲリヲン 〜始まりの福音〜』（CRヱヴァンゲリヲン はじまりのふくいん）はビスティが2010年5月に発表したデジパチタイプのパチンコ機種。同年6月22日から沖縄県を皮切りに、ホールでの稼動を開始した。販売台数（後述するライトタイプも含む）は2011年3月末現在で約215,000台。
アニメ『新世紀エヴァンゲリオン』とのタイアップ機で本機種が6作目だが、機種名は『ヱヴァンゲリヲン新劇場版』に合わせて変更されている。
この項では、派生モデルとして2010年11月に稼動を開始したライト（甘デジ）タイプの『CRヱヴァンゲリヲン 〜始まりの福音〜　Light Ver.II』（型式名「CRヱヴァンゲリヲン 〜始まりの福音〜YRW」）についても説明する。

## 概要
台枠は初号機をモチーフとした「ダブル・インパクト」と呼ばれる独自デザインのものを採用し、ビスティの親会社・SANKYOが2009年に発売した『CRフィーバー超時空要塞マクロス』で採用した演出用レバー「V-コントローラー」を本機種用にアレンジして取り付けられている。
スペック面では、確変大当たりが「15ラウンド（出玉アリ）」、「8ラウンド」、「15ラウンド（出玉ほぼナシ）」の3種類となり、出玉アリの15ラウンド確変大当たりなら約2000発の出玉を得ることができる。一方、通常大当たりは「8ラウンド」のみとなるが、確変割合は前作の『CR新世紀エヴァンゲリオン 〜最後のシ者〜』の65%から70%へ引き上げられている。
演出面では新劇場版に完全移行。よってTVアニメや旧劇場版の映像や情報はBGMを除いてほぼ使われなくなった。そのため使徒名はすべて「第○使徒」表記になったり、タイトル予告や次回予告などで旧アニメ版のタイトルが使われなくなった（「使徒、襲来」や「最後のシ者」などは除く）。
「ミッションモード」で使用する7セグメントディスプレイによるタイマーはこれまでの盤面から、台枠の右側に有機ELで表示される。
なおフルスペック機「SRW」とライトスペック機「YRW」で異なる点は、盤面左の絵が「SRW」はマリ、「YRW」では初号機となっている点が挙げられる。
以下、特に記載が無い場合、出玉アリの15ラウンド確変大当たり確定を「確変大当たり確定」と表記する。

### 大当たり時の曲
今回の大当たりラウンド曲は、「残酷な天使のテーゼ」、「魂のルフラン」、「集結の園へ」の他、「FLY ME TO THE MOON 2009 EDIT Ver.」、「カノン」の代わりに、新たに「集結の運命」、「Angel of Doom」、「翼をください」が加わり、「残酷な天使のテーゼ」は通常バージョンのみになった。どの曲が流れるかは以下の条件によって決定する。
- 暴走・覚醒モードを除く大当たり
  - 下記を除いた大当たり ⇒ 「残酷な天使のテーゼ」
  - 9n+3連目（3連・12連・21連・30連目など）での確変図柄での大当たり　⇒ 「魂のルフラン」
  - 9n+6連目（6連、15連、22連、33連目など）での確変図柄での大当たり　⇒ 「集結の運命」
  - 連目が9の倍数時の確変図柄での大当たり ⇒ 「翼をください」
- 暴走モード中の大当たり
  - 下記を除いた大当たり ⇒ 「集結の園へ」
  - 連目が3の倍数時の確変図柄での大当たり　⇒ 「集結の運命」
- 覚醒モード中の大当たり
  - 下記を除いた大当たり ⇒ 「集結の運命」
  - 連目が3の倍数時の確変図柄での大当たり　⇒ 「翼をください」

今回の大当たり時の楽曲の条件は、かなり複雑なものになっている。これらの条件で違う楽曲が流れた場合は楽曲法則崩れとなり、8ラウンド確変大当たりが確定する。「Angel of Doom」が流れた場合も8ラウンド確変大当たりが確定する。ラウンド中のストーリー紹介は新劇場版のものとなった他、ラウンド自体も新劇場版に合わせて一新されている。

## 図柄キャラクター
2004年発売の初代『CR新世紀エヴァンゲリオン』から続いていた9種類から11種類に増やされ、キャラクターの配置も一部変更された他、デザインが一新された。

### 基本図柄
| 図柄 | 色 | キャラクター                 | 対応する大当たり |
| ---- | -- | ---------------------------- | ---------------- |
| 1    | 赤 | 葛城ミサト                   | 15R確変          |
| 2    | 青 | 加持リョウジ                 | 8R確変or通常     |
| 3    | 赤 | 綾波レイ                     | 15R確変          |
| 4    | 紫 | 冬月コウゾウ                 | 8R確変or通常     |
| 5    | 赤 | 式波・アスカ・ラングレー     | 15R確変          |
| 6    | 青 | 赤木リツコ                   | 8R確変or通常     |
| 7    | 赤 | 碇シンジ                     | 15R確変          |
| 8    | 紫 | 碇ゲンドウ                   | 8R確変or通常     |
| 9    | 赤 | 真希波・マリ・イラストリアス | 15R確変          |
| 10   | 青 | 伊吹マヤ                     | 8R確変or通常     |
| 11   | 赤 | 渚カヲル                     | 15R確変          |

### 暴走モード（初号機）
| 図柄 | 色 | キャラクター             | 対応する大当たり |
| ---- | -- | ------------------------ | ---------------- |
| 1    | 赤 | 碇シンジ（制服）         | 15R確変          |
| 2    | 青 | 第6使徒                  | 8R確変or通常     |
| 3    | 赤 | 初号機（左向き）         | 15R確変          |
| 4    | 紫 | 第9使徒                  | 8R確変or通常     |
| 5    | 赤 | 碇シンジ（プラグスーツ） | 15R確変          |
| 6    | 赤 | 初号機（正面向き）       | 15R確変          |

### 暴走モード（2号機）
| 図柄 | 色 | キャラクター                             | 対応する大当たり |
| ---- | -- | ---------------------------------------- | ---------------- |
| 1    | 赤 | 式波・アスカ・ラングレー（制服）         | 15R確変          |
| 2    | 青 | 第7使徒                                  | 8R確変or通常     |
| 3    | 赤 | 2号機（左向き）                          | 15R確変          |
| 4    | 紫 | 第8使徒                                  | 8R確変or通常     |
| 5    | 赤 | 式波・アスカ・ラングレー（プラグスーツ） | 15R確変          |
| 6    | 赤 | 2号機（右向き）                          | 15R確変          |

### 暴走モード（零号機）
| 図柄 | 色 | キャラクター             | 対応する大当たり |
| ---- | -- | ------------------------ | ---------------- |
| 1    | 赤 | 綾波レイ（制服）         | 15R確変          |
| 2    | 青 | 第4使徒                  | 8R確変or通常     |
| 3    | 赤 | 零号機（正面向き）       | 15R確変          |
| 4    | 紫 | 第10使徒                 | 8R確変or通常     |
| 5    | 赤 | 綾波レイ（プラグスーツ） | 15R確変          |
| 6    | 赤 | 零号機（左向き）         | 15R確変          |

### 覚醒モード
| 図柄 | 色 | キャラクター           | 対応する大当たり |
| ---- | -- | ---------------------- | ---------------- |
| 1    | 赤 | 覚醒初号機（左向き）   | 15R確変          |
| 2    | 青 | 第2使徒                | 8R確変or通常     |
| 3    | 赤 | 碇シンジ（左向き）     | 15R確変          |
| 4    | 紫 | 第10使徒               | 8R確変or通常     |
| 5    | 赤 | 覚醒初号機（正面向き） | 15R確変          |
| 6    | 赤 | 碇シンジ（右向き）     | 15R確変          |

## 突然確変
本作の突然確変は、シリーズおなじみとなった「暴走モード」、「覚醒モード」の2種類がある。「暴走モード」には、前作と同じく初号機、2号機、零号機の3種類が用意されている。「覚醒モード」は、前作は「渚カヲル覚醒モード」だったが、今作は新劇場版：破に則り「初号機覚醒モード」とされた。

### 暴走モード（3種共通）
突入契機
- チャンス目（1・3・5、順不同）
- ロング系リーチ
- エヴァ系リーチハズレ後（仮設5号機以外）
- シューティングリーチ

等がある。今回は、中央ラインに滑りや戻りが発生してチャンス目が揃うパターンが追加された。チャンス目成立時は初号機か零号機、それ以外は登場したエヴァ及びパイロットに対応した暴走モードに移行する（シューティングリーチで仮設5号機を選択した場合は初号機になる）。確変中はチャンス目・エヴァ系リーチハズレ後からのみ発生し、後者は覚醒モード中に発生した場合でも暴走モードに移行する。
暴走モード中限定の予告
ミニパトランプによる点滅演出と、背景エヴァアクション予告がある。背景エヴァアクション予告は、ステップ1やステップ2ではリーチにならない事が多いが、ステップ3の咆哮まで行くと期待度が非常に高い。また、暴走・覚醒モード限定のプレミア背景も存在する。

### 覚醒モード
突入契機
- ノーマルリーチハズレ後

のみとなる。前作のシリアスステップアップの1か2、チャンスボタンからのセリフ予告、ATフィールドフラッシュ予告、図柄アニメーション予告、ネルフプレート予告に加えて、今作はシリアスステップアップの3、シャッター予告、コントロールレバーバイブ予告、保留先読み予告等からも覚醒するようになった。
覚醒モード中限定の予告
こちらもミニパトランプによる点滅演出と、背景エヴァアクション予告があるが、エヴァのアクションの使用に違いがある。やはりステップ1やステップ2では期待度はリーチにならない事が多いが、ステップ3の咆哮まで行くと期待度が非常に高く、覚醒モードにしか存在しないステップ4のビームに関しては、出現時点で確変大当たり確定。

## 予告演出
基本的に今までのシリーズを踏襲した演出となっているが、新たに追加・削除された演出も存在する。特に追加された演出が多い。

### ステップアップ予告
画面奥から第6使徒が迫ってくればステップアップ予告となる。基本的な機能はシリーズ同様。第6使徒の変形をモチーフとしている。描かれているキャラクターは基本的に今までと同様だが、シリアス、リラックス共に、チャンスアップとしてステップ4にマリが出現することもある。
シリアスステップアップ
通常の銀枠にリツコが写っていればシリアス系となる。シリーズ同様、ステップ1で消えてしまうガセパターンも存在するが、拡大しセリフを喋ればリーチ確定。ステップ3でスーパーリーチ確定、ステップ5でエヴァ系リーチ以上が確定。今作では同じシリアスでもシーン違い、セリフ違いが多数存在する。いずれのステップでもセリフが「ありがとう」（レイのみ「あ、ありがとう」）の場合は大当たり確定（途中で該当シーンが出現した場合を含む）。
ジャンプステップアップ/突然ステップアップ
シリアス系のステップ1のガセパターン後、画面奥からステップ3以降が飛んでくるパターン、ガセパターンを経由せずに出現するパターンも継承。また、一度拡大した後フラッシュ式にステップアップしていくパターンも追加された。
ランクアップステップアップ
シリアス系のステップアップ中、リラックスステップアップに変化するパターンも前作から継承。ステップ2から変化する可能性があり、通常のリラックスステップアップよりも期待度は高め。
横回転プレミアム
シリアス系のステップアップ中、横回転が発生すれば大当たり確定。左回転ではステップ1から順にマヤ、加持、冬月、ゲンドウ、ユイ。右回転は全てカヲルとなっており、確変大当たり確定。
リラックスステップアップ
画面奥から金色に輝く第6使徒が迫ってくればリラックス系となる。出現時点でスーパーリーチ以上確定、ステップ3以降でエヴァ系リーチ以上確定。今までと同様、ステップ3以降にはロングバージョンが存在し、期待度大幅アップ。ステップ5のロングバージョンは出玉アリの大当たり確定。今作のロングバージョンは、従来通り連続で二言目を発するパターンと、一度ステップ3以上が出現し、ショートで終わると見せかけて再度金枠が出現するパターンの2種類になった。前者の出現はステップを問わず、大当たり確定。

### 保留先読み連続予告
保留に信頼度の高い変動が含まれていることを予報する予告。通常時にこれらの予告がヘソの保留で発生した後、電チューの保留が途中で入った場合、その保留を消化した後続きが始まる。また、今回は以下すべて時短中でも発生する。
コアフラッシュ予告
変動開始時にコアランプが効果音を伴い激しくフラッシュする予告。青、黄、緑、赤の順に点灯し、青が発生した時点での最後の保留までフラッシュが続けば予告成立だが、ほとんどはその前に途切れてしまうガセが多い。チャンスアップとして青から赤になったり、黄から赤になったりする（法則崩れではない）。また、下記の先読み予告と複合すると期待度が上がる。プレミアムとして、変動開始時に効果音と共に白色か虹色に変化すれば、通常・時短中は大当り確定、確変中は確変大当たり確定となる。
カウントダウン予告
変動開始時に、キャラが全画面に現れカウントダウンを始めればカウントダウン予告となる。上記のコアフラッシュ予告と違いガセパターンはなく、期待度も高い。さん→にい→いち→ぜろの順に、続けば続くほど期待度も高くなる。「さん」から始まった場合は激アツだが、前作と違い大当たり確定ではなくなった。「ぜろ」の時に表示されるのはシンジだが、代わりにカヲルが現れれば確変大当たり確定となる。また、「ぜろ」の時に発生する予告によっては、シンジもしくはカヲルが表示されない場合もある。
保留色変化予告
通常は青色である保留が赤色に変わる予告。カウントダウン予告に次いで期待度が高い。入賞時に赤になる場合もあれば、消化していく過程で赤に変わることもある。また、赤に変化するとき音を伴うパターンもある。ヘソ・電チュー、通常時・時短時・確変時問わず発生する可能性がある。
鼓動音予告
図柄がハズレ目で停止した後、「ドックン」と心臓が鼓動する音（初号機チャンス突入時にも使用）が聞こえる先読み予告。複合する予告によって期待度も激しく変動する。ハズレ目は必ず、右ラインは左ラインの図柄の半コマズレで、中央ラインは左ラインの図柄と同じ位置か半コマズレで停止するので、特にコアフラッシュ予告が起きた時などに注意して見ると、この予告が発生するかが前もって分かる。
カヲル先読み予告
保留先読み予告の中では別格の最強予告。発生した時点で、その時点での最終保留を消化する変動での確変大当たりが確定する。演出としては背景にカヲルが映し出され、保留消化ごとにアングルがカヲルに近づいていく。なお、最終保留消化時に2連以上の疑似連続予告が発生した場合は通常の背景に戻る（BGMはそのまま）。

### ネルフプレート予告
変動開始時、図柄がネルフマークの描かれたプレートに覆われる。停止時まで数字が見えないようになっており、片方だけ覆われているパターンと両方覆われているパターンが存在し、色も銀色/金色が存在。今作ではどちらか片方銀色でもリーチ濃厚だが、両方銀色でもスーパーリーチにいかないこともあるようになった。金色ならば片方だけでも期待度大幅アップ、両方だと大当たり確定となる。金色を経由した場合はエヴァ系リーチ以上が確定。よって、ロング系に発展した場合は出玉ほぼナシを含む大当たり確定。確変中の場合、銀色はシンクロかエヴァ系リーチ、金色はエヴァ系リーチに発展する場合のみ発生し、金色の場合のみ当たれば確変大当たり確定。

### チャンスボタン予告
変動開始時、画面下部にチャンスボタンの表示付きの枠が出現すればチャンスボタン予告となる。前作同様、ボタンを押すまで登場キャラがわからないのが普通だが、チャンスアップとしてボタンを押す前にキャラが出ているパターンもある。その他の基本的な機能はシリーズと同様。二度押しのパターンや、レインボーボタン（大当たり確定、実機のボタンも虹色に光った場合は確変大当たり確定）もある。前作までは激アツ予告だった水玉ボタンは廃止された。基本的にはキャラクターがしゃべり、そのセリフ内容で信頼度が分かるセリフ予告に発展するが、それ以外にも、初号機役モノ咆哮、突発当たり、インパクトフラッシュ、タイトル予告、今回追加された名ゼリフ予告やストーリー系リーチへの直接移行など、様々な予告が発生する可能性がある。加持とキールはスーパーリーチ確定、カヲルは確変大当たり確定となっており、この3人には無言や二度押しのパターンが存在しない。また、二度押しの期待度が過去作と比べ大幅に上がっているが、ロングリーチに発展しても大当たり確定ではない。

### 擬似連続予告
発生した場合、リーチがかかるまで保留の減らない変動が続く予告。基本的に続けば続くほど信頼度が高まり、今まで同様、4連続すれば確変大当たり確定。前作までのレイ予告、アスカ予告、シンジ予告に加え、マリ予告、ストーリー連続予告、リーチ連続予告、隠れ連続予告が追加された。下記以外に発展した場合、法則崩れとなり大当たり確定となる。
レイ予告
零号機リーチに対応。1連のみvs第8使徒リーチにも対応。
アスカ予告
2号機リーチに対応。1連のみvs第8使徒リーチにも対応。
マリ予告
今作から追加。仮設5号機リーチにのみ対応。
シンジ予告
カヲル予告を除けば最も期待度が高い。初号機リーチ対応の他、1連のみストーリー系リーチにも対応している。
カヲル予告
4連まであるが、どこで止まっても確変大当たり確定となるプレミアム予告。
ストーリー連続予告
今作から追加。変動開始と同時に画面いっぱいに新劇場版のワンシーンが流れる。「トウジ＆ケンスケ＆シンジ」「ミサト＆リツコ①」「ミサト＆リツコ②」「加持＆ミサト」「ゲンドウ＆冬月＆加持」の5種類がある。上記のキャラクター擬似連とは異なり、1連のみ発展先に法則が無く、ノーマルリーチで終わることも多い。ただし2連以上でエヴァ系リーチ確定となり、4連で確変大当たり確定。なお、「ゲンドウ＆冬月＆加持」だけは他より信頼度が高めで、エヴァ系リーチ以上確定。
リーチ連続予告
今作から追加。ノーマルリーチハズレ後に保留が減らずに擬似連が発生する予告。最大で3回まで続き、2回でも期待度は高く、3回目では大当たり確定となる。
隠れ連続予告
こちらも今作から追加。ハズレ目が停止した後に保留が減らずに擬似連が発生する予告。発生した時点で大当たり確定となる。基本は2連だが、vs第6使徒リーチに発展する場合のみ3回続くことがある。

### タイトル予告
変動中、警報経由、チャンスボタンから発生する予告。上記の通り演出面が新劇場版に完全移行したのに伴い、「使徒、襲来」「最後のシ者」「おめでとう」「激熱」「ヱヴァンゲリヲン新劇場版：序」「暴走！？」を除き、アニメ版・旧劇場版のタイトルは廃止され、「総員第一種警戒態勢」「エヴァンゲリオン、発進」「（エヴァ名）vs第○使徒」といった単純な物に変更された。また、大当たり確定でないものは、総じて前作より期待度が若干上げられている。シリアスステップアップガセやシャッター予告とも複合するようになった。また、今回はチャンスボタンから出現すると、出玉ほぼナシを含む大当たり確定となった。タイトル予告が出て指定されたリーチに発展し、その後ランクアップした場合、そのリーチを経由しているということで法則崩れにはならない。

### 使徒予告
警報演出後、ミッションモード・タイトル予告と分岐して発生する期待度の高い予告。今回新たに変動中に発生するパターンが追加された。確変中に発生した場合に限り、当たれば確変大当たり確定となる。発展先の存在しない第2使徒や第10使徒が出現した場合は大当たり確定。渚カヲルの場合は確変大当たり確定となり、マヤのセリフも通常のものと異なる。こちらもタイトル予告と同様、使徒予告が出て指定されたリーチに発展し、その後ランクアップした場合、そのリーチを経由しているということで法則崩れにはならない。

### 次回予告
画面に黒背景の白抜き文字で「予告」と書かれ、新劇場版のシーンが次々と流れた後発展先のタイトルが出る、期待度の高い予告。タイトル予告と同じく演出面が新劇場版に完全移行したのに伴い、「使徒、襲来」「最後のシ者」を除き「エヴァンゲリオン、出撃」「（パイロット名）、出撃」というシンプルな物に変更された。前作よりも若干期待度が上げられている。今回は、変動開始時に発生するパターンと、前作から新たに取り入れられた、変動開始から5秒後に発生するパターンの両方を使用している。シリアスステップアップガセの他、新たにチャンスボタン無言、シャッター予告などとも複合する。今作追加の法則崩れは大当たり確定。確変中に発生した場合に限り、当たれば確変大当たり確定となる。今回も途中でカヲルのカットが入っていれば、「次回　最後のシ者」（確変大当たり）が確定する。「次回 最後のシ者」に限り、渚カヲルvs第6使徒リーチに発展する可能性がある。なお、即当たりパターンの次回予告プレミアムが、前回は「次回　大当たり！？」に対し、今回は、「次回　サービス、サービス！」に変わっている。

### その他予告
図柄アニメーション予告
リーチ直後、図柄内のキャラや背景がアニメーションする予告。背景が動いた場合はスーパーリーチが確定。また、アニメーション時にキャラがセリフを発したり、ネルフマークに変われば（ネルフプレート予告との混同に注意）プレミアムとなる（確変中は確変大当たり確定）。なお、今作からは後述の背景予告・群予告とは複合するようになった。
ATフィールドフラッシュ予告
液晶の周囲にあるATフィールドを模したランプが明滅する予告。音もなく一瞬の演出であるため見逃しやすい。発生契機は変動開始時とリーチ成立時の2箇所であり、リーチ成立時に発生した方が期待度は高い。外側のランプから内側に入っていくように光るパターンと、内側のランプから外側へ広がっていくように光るパターンがある。変動開始時の内→外のみガセの可能性があり、最も期待度が低い。変動開始時の外→内は、単体ではリーチ確定演出でしかないものの、期待度の高い予告と絡むことがよくあり、これがあるとないでは期待度が大きく変わってくる。リーチ成立時に発生するものは、内→外はスーパーリーチが確定し、外→内は通常時は大当たり（確変中は確変大当たり）が確定する。
背景予告
リーチ直後、背景に綾波レイが映し出されるおなじみの予告。期待度大幅アップとなる。リーチ後少し経ってから発生する「遅れ」も継承され、通常パターンよりも期待度アップ。確変中に発生した場合に限り、当たれば確変大当たり確定。レイが「さよなら」と囁いたり、レイ以外のキャラや背景が発生すれば大当たり確定。この内カヲル背景は確変大当たり確定。デザインはレイがロンギヌスの槍を抱えた、全く新しいものとなっている。
群予告
こちらもおなじみとなった予告。リーチ直後、画面下部からデフォルメされた無数のキャラが出現する、期待度の高い予告。基本的に大当たり後400回転を超えないと発生しないが、400回転以内だった場合法則崩れで大当たり確定となる。確変中で発生した場合は確変大当たり確定。シンジ・アスカ・レイ・マリにはそれぞれ発展先があり、発展先が矛盾すれば大当たり確定となる。また、背景予告と同様「遅れ」が追加され、通常パターンよりも期待度アップ。今作からは群の最後にカヲルが一人まぎれていることがあり、その場合は確変大当たり確定。カヲル群も確変大当たり確定。
エヴァ発進時各予告
ミサトの「エヴァンゲリオン、発進!」のセリフから各リーチに移行するまでにも複数予告がある。
1.ミサトの「エヴァンゲリオン、発進!」のセリフの部分で、代わりに冬月とゲンドウの、「勝ったな」「ああ」のセリフと画面になっていれば大当たり確定、確変中は確変大当たり確定。
2.4機のエヴァが射出される部分で1機しか射出されなかった場合、その機体が絡むリーチへの発展が確定し、同時に期待度もアップする。初号機の単機発進は期待度大幅アップ。その機体が絡むリーチへ発展しなかった場合、法則崩れにより出玉アリの大当たりが確定。例外として4号機の単機発進がある。発展先は決まっておらず、出現した時点で確変大当たりが確定する。4号機の射出シーンが見られるのは、今作が初である。
3.4機のエヴァが射出されていく部分で、エヴァの代わりにパイロット4人の顔が現れた場合は、低確率時なら出玉アリの大当たり確定、高確率時なら出玉アリの15ラウンド確変大当たり確定。
4.エヴァが射出されホワイトアウトする所で黒背景の白抜き文字で英字タイトルが表示されることがある。低確率時なら出玉アリの大当たり確定、高確率時なら出玉アリの15ラウンド確変大当たり確定。
5.エヴァが射出されホワイトアウトした後ロンギヌスの槍が通れば、期待度がアップする。今回から左斜め上から右斜め下に通るようになった。
6.エヴァが射出されホワイトアウトするあたりでチャンスボタンを押していると、初号機役モノの目が光ることがある。低確率時なら出玉アリの大当たり確定、高確率時なら出玉アリの15ラウンド確変大当たり確定。この眼光予告から続いて咆哮もすることがあるが、意味合いは同じ。
7.確変中限定で、エヴァが発進する直前にチャンスボタンを使用したシャッター予告が発生することがある。通常シャッターから、各機体のナンバーがついた専用のシャッターがある。どのパターンでも期待度は高く（ガセも存在する）、4号機のシャッターはその時点で確変大当たりが確定する。その他でも当たれば確変大当たり確定となる。
8.ミサトの「エヴァンゲリオン、発進!」のセリフの部分、またはロング系発展時のホワイトアウトの部分で、ヱヴァンゲリヲン新劇場版：破の1シーンである、渚カヲルがプラグスーツを着用し、「時が来たね」というセリフの場面が発生すれば、渚カヲルvs第6使徒リーチへの発展が確定する。
スーパーリーチ遅れ発展、緊急発進予告
ノーマルリーチ中図柄が一旦停止し、その後リツコの「ミサト、早く!」のセリフか、ミサトの「発進!」のセリフが出るとスーパーリーチ遅れ発展となり、期待度がアップする。前作よりも出現率が下がった分、期待度は大幅に上げられた。緊急発進予告は、リーチにならずハズレ目が停止した後、ミサトの「緊急発進に備えて」のセリフと共に、パイロット3人がエレベーターの中でスタンバイする画面が出る。シンジが2人に準備はいいか聞き、レイが「問題ないわ」と言った後エヴァの用意が出来ていればスーパーリーチに発展する。こちらはエヴァが発進するまでの各予告とそれほどかぶらないため、リーチ目・発展先・その後のチャンスアップ要素との重複にもよるが、期待度は高い。しかし、本作では準備が出来ていなければ突発当たり確定となったため、前作に比べると若干劣る。確変中にこれらの予告が出現した場合、当たれば確変大当たり確定となる。
エヴァランプ予告
液晶下部にあるエヴァランプを用いた予告。左端から点灯し、中央まで光ればスーパーリーチ確定。一度でも高速点滅が起これば、中央まで光らなくてもスーパーリーチ確定。中央のランプの色でも期待度が変化し、赤なら期待度が高く、虹色なら出玉アリの大当たり確定。その他、左から右、右から左に流れるパターンや、いきなり全点滅するパターンなど、演出は多彩である。今回は演出方法が若干変更され、両側から同時に点灯していくのではなく、1つずつ点灯や点滅するものが基本となった。また、デザインは中央部が使徒のコアのようになった。
キール予告
前作までと違い、エヴァランプとの関連性はなくなった。スーパーリーチ確定。期待度は前作よりも上げられている。大当たり確定のセリフも存在。キール以外にも、ゲンドウや冬月が出現する時もある。
図柄停止予告
通常は左→右の順に普通に停止するが、リーチ確定パターンとして、前作同様に右図柄「戻り」、右図柄「進み」、右から停止、左右同時停止が存在。左右同時停止だと期待度が大幅に上昇する。他の演出が発生せず、「戻り」や「進み」のみ発生して擬似連になることなどもある。
シャッター予告
変動開始直後、画面の左右からネルフマークのシャッターが閉じる演出。閉じている時間やシャッターのデザインによって期待度が変わる。暴走・覚醒時を除いて、背景変化時と、格納庫やミッションモード以外の特殊ステージへの移行時に発生する。シャッターには銀色と金色と特殊シャッターがあり、中心のNERVマークには青と赤と虹色がある。虹色なら大当たり確定。金色と特殊シャッターは期待度が高い。また、今作ではチャンスアップとして扉が2度閉まるパターンもある。
初号機役モノ咆哮予告
変動中や、チャンスボタン押下時に初号機役モノが咆哮するおなじみの予告。発生した時点で出玉ほぼナシを含む大当たりが確定する。確変中に発生すれば確変大当たり確定。初号機リーチ中にはデフォルトで発生。あくまで変動中の咆哮=大当たり確定となる。
枠エヴァ眼光予告
役モノではなく、枠に配置されているエヴァの眼光が効果音と共に光る予告。期待度アップとなる。
コントロールレバーバイブ予告
変動時やリーチ時に、コントロールレバーが振動する予告。期待度大幅アップとなる。また、振動と同時に奥から風が吹けば出玉ほぼナシを含む大当り確定となる。
7セグタイマー予告
エヴァ系リーチ中にタイマーが作動する予告。こちらも期待度大幅アップとなる。
暴走・覚醒シャッター予告
変動開始時に、上下にあるシャッター役モノが作動する予告。出現時点で出玉ほぼナシの大当たり確定となる。
十字フラッシュ予告
スーパーリーチ中にボタン連打で発生することがある。発生した時点で確変大当たり確定となる。
台枠フラッシュ予告
変動中、台枠の一部分がフラッシュする予告。今回も「キュピーン」という効果音を伴うため、判りやすくなっている。期待度は高いが、ロングリーチに発展しても大当たり確定ではない。
名ゼリフ予告
チャンスボタン押下時に、画面いっぱいにキャラと、そのキャラの名ゼリフが現れる予告。スーパーリーチ確定。
名シーン予告
新劇場版の名場面が繰り広げられる予告演出。ステージによって出現する内容が決まっており、特殊ステージでは400回転以上・以内でも期待度が変化する。
回想発展予告
シンジの回想をもとにした、エヴァ射出の前に展開される予告。3・4回目まで続くとチャンスアップとなる。
警報予告
指令室限定の予告。画面の右上と左上に、小さく赤文字で警報と表示される。特に出玉ほぼナシの15ラウンド確変大当たりのチャンスアップとなる。
図柄再始動予告
左図柄停止後、右図柄・中図柄が停止しかけて再び回転し始める予告。期待度は高い。チャンス目が揃う可能性もある。保留の残りが3つか4つの時しか発生しない。
図柄暴走予告
変動する図柄が停止するタイミングにも関わらず、左・中・右図柄共はっきり見える状態でそのまま30秒以上変動し続ける予告。出現時点で突発当たり確定。
エンディングチャンス
今回追加された新しい予告の1つ。大当たりラウンド終了後、Bistyロゴが表示される。表示された場合、その時点での保留内のどこかで大当たりが確定する（確変大当たり確定ではない）。出玉アリの15ラウンド確変大当たり、8ラウンド確変大当たり、8ラウンド通常大当たりのどのラウンド終了後でも発生する可能性がある。
歓喜の歌
変動開始時やリーチ直後に歓喜の歌が流れれば、確変大当たり確定となる。
ブランク集合
中央ラインに各図柄の間のブランク（場所不問）が揃った時のみ極稀に発生する。3つのブランクがゆっくり点滅し第6使徒に変わり、中央で1つになった後手前に迫りつつ拡大し、渚カヲルvs第6使徒リーチに移行する。出現時点で確変大当たり確定となるが、出現確率が非常に低いので、通常時はほぼお目にかかれない。
インパクトフラッシュ予告
変動開始時、リーチ直後、チャンスボタン予告、スーパーリーチ発展時、エヴァ系リーチ中等から発生する、出玉アリの15ラウンド確変大当たり確定の一発告知。キュイーンピピピーという大音量の効果音と共に台枠やパトランプ、各照明類が激しくフラッシュ。
格納庫背景予告
変動開始時、エヴァの格納庫の背景になる、確変大当たり確定のおなじみの予告。初号機・2号機・零号機・4号機に加え、新たに仮設5号機と全機集合が追加。全機集合のみ、銀色シャッターネルフマーク青1秒閉まりのみから発生する。変動音及びリーチ中BGMが「残酷な天使のテーゼ」に変化する。
リーチ成立位置予告
リーチ成立時、上段4図柄のシングルリーチか、下段2図柄のシングルリーチになっていれば出玉アリの大当たり確定となる、シリーズおなじみの隠し予告。さらに本作では、中段11図柄のシングルリーチになっていれば確変大当たり確定となる法則が追加された。また、確変中は上段4図柄のシングルリーチからロングリーチに発展した場合も確変大当たり確定となる。

## リーチ演出
ノーマルリーチ・ロングリーチ・エヴァ系リーチ・ストーリー系リーチ・全回転リーチ・突発当たりに分けられるリーチ演出。今回もロング系からのエヴァ系リーチへの発展を継承。また、今作からエヴァ系リーチ発展後にロンギヌスの槍が画面を通過すると、ストーリー系リーチにランクアップする演出を追加（発展時のロンギヌスの槍とは重複する）。エヴァ系リーチからストーリー系リーチでは無く、初号機リーチにランクアップすることもあるが、大当たり確定ではない。加えてランクアップした直後にさらに槍が通過すれば、すいか畑全回転への発展が確定する。ロング系に発展するホワイトアウト、ノーマルリーチハズレからロンギヌスの槍経由、ノーマルリーチ中コアフラッシュ及び効果音と共にロンギヌスの槍経由、チャンスボタン押下時のブラックアウトからロンギヌスの槍経由で、それぞれ直接ストーリー系リーチに発展する演出も追加。さらに今作ではリーチした瞬間にタイミング良くボタンを押すことで「リーチボイス予告」が発生することもある。これはミサトがセリフを発する予告（「そして、大ラッキー!?」で出玉アリの大当たり確定）で、そのセリフ内容で信頼度が分かるというものだが、タイミングが合っても必ず発生するわけではない。

### ノーマルリーチ
一部予告からの経由を除き、まずはこのノーマルリーチから始まる。確変図柄でのテンパイ時のみ、このノーマルリーチで当たることがある。基本的には、弱予告からだとこのノーマルリーチで外れてしまうが、ハズレ後に覚醒モードに突入することがある。

### ロングリーチ
種類は射撃訓練リーチの代わりにコックピットリーチが追加された程度だが、今作ではロングリーチに明らかな差異が生まれるようになった。例えば、前作ではロングリーチはどれも似たような信頼度であったが、今作ではシンクロリーチ（シンジ・小・中）以外のロングリーチはそこそこ信頼度が高めであったり（中には激アツもある）、大当たり確定に変更されたりしている。そのため、通常はほとんどシンクロリーチ（シンジ・小・中）に発展するようになった。また、総じてロンギヌスの槍が通れば、期待度大幅アップとなる。なお、これらのリーチで直接大当たりした場合は必ず、確変図柄の場合は再始動演出が、チャンス図柄の場合は初号機チャンスが発生するが、エヴァ系リーチに発展してチャンス図柄で大当たりした場合は初号機チャンスが発生せず、8ラウンド大当たり確定となる。
シンクロリーチ
各パイロットのシンクロ率テストを模したおなじみのロングリーチ。特に今作では発展割合が高い。特定の予告から発展すれば大当たり確定となるが、基本的には一番期待度の低いスーパーリーチである。中心図柄がリーチ図柄を超えた後画像にノイズが走ると暴走モードへ発展する。後述するエントリープラグリーチ、コックピットリーチ共に、チャンスボタンを連打するとメーターが上がるようになっている。レイ・アスカVerのメーター「小」は前作同様プレミアムとなるが、ボタンを押さなければメーターは「小」のままなので、連打してもメーターが上がらない場合のみプレミアムとなる。今作から、途中で警報が鳴ればエヴァ系リーチに発展するようになった。パイロットがシンジ以外なら信頼度が高い。渚カヲルなら確変大当たり確定。
エントリープラグリーチ
前作と比べ発生率が大きく下がり、期待度も大きく上げられた。基本的な性格はシンクロリーチと同様で、メーターや暴走モードへの突入、エヴァ系リーチ発展も存在。パイロットがシンジ以外なら信頼度がかなり高い。渚カヲルなら確変大当たり確定。
コックピットリーチ
性質はシンクロ・エントリープラグリーチと同じであるが、信頼度や暴走発展の可能性が、エントリープラグリーチよりも更に若干高めである。エヴァ系リーチ発展も同様に存在。パイロットがシンジ以外なら激アツ。渚カヲルなら確変大当たり確定。
国連軍リーチ
第4使徒を国連軍が攻撃するロングリーチ。今作ではプレミア扱いであり、「一斉攻撃」と「N2地雷」の2種類しかない。前者なら出玉ほぼナシを含む大当たり確定、後者なら確変大当たり確定である。他のロング系同様、エヴァ系リーチに発展する可能性がある。
マルチ2分割リーチ・マルチ4分割リーチ
ロングリーチ発展時のホワイトアウトの瞬間にロンギヌスの槍が通過すると画面が上下2分割または上下左右に4分割され、複数のロングリーチが同時に進行する。シンクロリーチを含むものが基本パターンだが、シンクロリーチが無い・国連軍がある・4分割のいずれかの場合は大当たり確定。図柄が揃うパターンは上側のみ、下側のみ、上下両方の3種類が存在する（4分割の場合は必ず全て揃う）。国連軍があるかを問わず、エヴァ系リーチに発展する可能性がある。なお、これらのリーチには再始動演出が存在しないため、直接大当たりとなる場合は必ずチャンス図柄が揃う。そのため、確変図柄で大当たりとなる場合は必ずエヴァ系リーチに発展する。

### ヱヴァンゲリヲンチャンス（シューティングリーチ）
出玉ほぼナシを含む確変大当たり確定である。確変時に出現した場合は出玉アリの15ラウンド確変大当たり確定。
エヴァパイロットが描かれた3、5、7、9、11のいずれか3つの中ライン並びから突入する。この内11（カヲル）が絡んでいた場合は確変大当たり確定となる。選択したエヴァが使徒と戦う（使徒を選択できるパターンもある）シューティングリーチに発展し、コントロールレバーを駆使して使徒を撃退できれば出玉アリの出玉アリの15ラウンド確変大当たり。ハズレても出玉ほぼナシの確変大当たりとなり、暴走モードに移行する。チャンスアップとして司令がミサトではなくゲンドウ、使徒が第4使徒ではなく第5使徒、最終攻撃時のエマージェンシー演出が発生が存在する。
内容は零号機リーチとほぼ同じ。
左右に3と5が停止した際、中図柄が11を通り越して1で止まり、暴走モードに突入するパターンもある。

### エヴァ系リーチ
対戦使徒が一新され、各部のチャンスアップパターンも豊富となった。他キャラの援護パターンが追加。やはりシリーズ同様、ダブルリーチで発展した方が期待度が高い。零号機だけショートポイントと発展パターンがある。チャンスボタンを使用したカットインも存在し、導入時・最終攻撃時の2箇所に存在する（ボタン指示は画面には出ない。ただし実際のボタンは赤く光る。共通して「ATフィールド全開！」が最高信頼度）。
すべてのエヴァ系リーチにはカヲルの乗った4号機による復活演出があり、この場合は確変大当たり確定となる。
零号機リーチ
零号機が第4使徒または第5使徒と戦うリーチ。前半・後半の存在など、他のエヴァ系とは構造が大きく異なる。また、シングルとダブルでは前作よりも期待度に大きな差がある。敵が第5使徒ならチャンスアップ。エヴァが零号機以外なら大当たり確定、4号機は確変大当たり確定。なお、零号機・4号機以外のエヴァが出撃した場合の導入セリフは本来登場するリーチと同じであり、初号機の場合は敵がエヴァでないにも関わらず、シンジが「これは…エヴァ?」と喋る場合がある。
2号機リーチ
2号機が第7使徒と戦うリーチ。エヴァ系の中では最も期待度が低い。1度手にしたボウガンを使徒にはじかれて蹴り攻撃に切り替われば若干のチャンスアップ。援護パターンとして初号機が登場することがある。このとき初号機がポジトロンライフルを持っているとBGMが集結の運命に変化し、大当たり確定（確変中は確変大当たり確定）。また、煽り時に図柄の後ろに空母がある場合、蹴り攻撃時敵のATフィールドにぶつかるシーンの時に、空にエヴァ輸送機が居る場合も大当たり確定。
仮設5号機リーチ
仮設5号機が第3使徒と戦うリーチ。信頼度は中間だが、出現率はエヴァ系リーチの中で最も低い。攻撃前にマリの正面顔ではなく横顔が映ったり、使徒が一度攻撃した後、施設外へ逃げればチャンスアップ。援護パターンとして零号機が登場することがある。これがポジトロンライフルを持った2号機ならBGMが集結の運命に変化し、大当たり確定（確変中は確変大当たり確定）。また、仮設5号機が正面を向いて止まるシーンで、地面に仮設5号機のマークが書いてある場合、上空に飛ぶ際にマリの着用しているプラグスーツが本来の緑色に変化した場合も大当たり確定。
初号機リーチ
初号機が第9使徒と戦うリーチ。エヴァ系リーチの中では最も期待度が高いが、シングルとダブルでの期待度の差も非常に大きい。序盤にシンジの横顔が映ればチャンスアップ。初号機がマゴロクソードで攻撃すればチャンスアップ。なお、ダブルリーチ時にマゴロクソードで攻撃した場合、稀に前図柄を斬りつけて後図柄で当たる事がある。援護としてマリの乗った2号機が来ることがあるが、これがポジトロンライフルを持った零号機ならBGMが集結の運命に変化し、大当たり確定（確変中は確変大当たり確定）。また、リーチ中空に鳥の群れやエヴァ輸送機が飛んでいる場合も大当たり確定。

### ストーリー系リーチ
大当たり期待度が高いリーチ。確変中に出現すれば確変大当たり確定、時短中に出現すれば大当たり確定となる。今回も新劇場版の映像をふんだんに使ったリーチ演出が展開される。
vs第6使徒リーチ
ヱヴァンゲリヲン新劇場版:序のヤシマ作戦を模したリーチ。陽電子砲を用いた初号機が、第6使徒を撃破することができれば大当たり。途中シンジの「間に合え！」というカットインが入ればチャンスアップ。トリガー使用演出発生で出玉アリの大当たり確定。ホワイトアウト後、「発射！」というミサトの号令がかかれば大当たり。敵が攻撃してきたらハズレとなるが、ハズレ後、零号機が盾で初号機を守る映像が発生すれば復活パターンとなり、確変大当たり確定。また、リーチ中BGMが「Angel of Doom」ならば確変大当たり確定。
vs第8使徒リーチ
ヱヴァンゲリヲン新劇場版:破に登場する第8使徒と零号機、2号機、初号機が戦う、最も大当たり期待度の高いリーチ。最終的に敵のコアを撃破し、形象崩壊させることができれば大当たり。ロングリーチ発展時のホワイトアウトから直接発展する場合もあるが、この場合は期待度が若干下がる。エヴァが走り出した後、映画同様に「緊急コース形成」が入ると大当たり確定。また、初号機が使徒を支えるとき、BGMが「The final decision we all must take」に変われば確変大当たり確定。終盤にパイロット3人のカットインが入ればチャンスアップ。一旦外れても、2号機が蹴り攻撃を繰り出せば復活パターンとなり、確変大当たり確定。
渚カヲルvs第6使徒リーチ
第6使徒と4号機が戦うプレミアムリーチ。カヲルが4号機を操り、ロンギヌスの槍で使徒を撃破する。敵攻撃をA.Tフィールドでいとも簡単に防御してしまうシーンは圧巻。発生した時点で確変大当たり確定。また、出現率が前作よりも上昇している。

### 全回転リーチ
出現した時点で確変大当たりが確定するプレミアリーチ。前作よりも出現率が上昇した代わりに種類は減らされ、演出時間も短縮された。いずれの全回転にも発展ポイントが2種類ずつ存在する。
すいか畑全回転
加持のすいか畑で加持がシンジに「育てることの楽しさ」を教え、同時に「葛城を守ってくれ」と託すシーン。発展ポイントはチャンスボタン予告からのブラックアウトで同時にBGMが停止した場合と、リーチ中のランクアップが2回発生した場合。
セカンドインパクト全回転
加持が「セカンドインパクト」の発生時を振り返り、それをシンジに伝えようとするシーン。発展ポイントはロングリーチ発展時に発生するホワイトアウトと、エヴァ発進演出からのホワイトアウト。
カヲル全回転
序のラストで、月面でカヲルとゼーレ（モノリス）が会話するシーン。発展ポイントはノーマルリーチで中図柄が1つ手前の図柄で停止した場合と、ロングリーチからの警報発生時。前者は特殊ステージやミッションモードに滞在していない場合、必ずステップアップ予告が発生する。

### 突発当たり
様々なポイントで発生する衝撃の即当たり演出。初号機が通常パターンだが、役モノ連動、4号機、ロンギヌスの槍の場合は確変大当たり確定。高確率時に発生した場合はどのパターンでも確変大当たり確定となる。本作では4号機突発の内容が変更された。
発生ポイント
- 変動中
- リーチ成立直後
- ノーマルリーチ中
- ロングリーチ発展時
- ロングリーチ中
- 図柄暴走予告時
- チャンスボタン押下時
- 緊急発進演出中
- 緊急発進演出の発進しなかった直後
- エヴァ系リーチ導入部
- エヴァ系リーチ煽り部
- ミッションモード突入時
- 特殊ステージ突入時
- ヱヴァンゲリヲンチャンス中
- ロング系からの発展含むエヴァ系リーチハズレ後（どのパターンでも出玉アリの15ラウンド確変大当たり確定）

## 特殊ステージ・ミッションモード

### 特殊ステージ
今回もシリーズおなじみの特殊ステージ変化を搭載。3種類のうちランダムに移行し、最低5回転は滞在する。6回転以降のノーマルリーチハズレ後に一定確率、スーパー発展で必ず終了する。今までと同様、突入回転でのリーチは出玉アリの大当たり確定。確変中にステージ変化した場合は、出玉アリの15ラウンド確変大当たり確定。時短中にステージ変化した場合は、出玉アリの大当たり確定。
マヤ＆リツコステージ
研究室内でのマヤ・リツコの仕事を舞台としたステージ。前作とはだいぶ違うものになっている。リツコのみで構成された専用のステップアップ予告や、メーターをボタン連打でためるモニター予告、タイプ文字の内容によって信頼度が変化するパソコンタイプ予告が存在する。ステップアップ予告には銀枠・金枠が存在。また、専用の背景予告にはリツコ及びマヤ＆リツコ、専用の群予告にはマヤ＆リツコ群がある。
葛城家ステージ
ミサト・シンジ・アスカ・ペンペンの、葛城家での普段の生活を描いたステージ。ミサトのみで構成された専用のステップアップ予告や、ウィンドウで展開されるキャラ予告、通過したペンペンの姿によって信頼度が変化するペンペン通過予告、総合得点で信頼度が変化するペンペンの大冒険予告、秒数に対応したランクによって信頼度が変化するペンペンの熱湯我慢大会予告が存在する。ステップアップ予告、キャラ予告には銀枠・金枠が存在。また、専用の背景予告にはペンペン及びミサト＆ペンペン、専用の群予告にはミサト＆シンジ＆アスカ群がある。
水族館ステージ
日本海洋生態系保存研究機構の景色をメインとしたステージ。消毒層のシーンで構成された専用のステップアップ予告や、ウィンドウで展開されるキャラ予告、水槽の中にいる生き物で信頼度が変化する海洋生物予告が存在する。ステップアップ予告、キャラ予告には銀枠・金枠バージョンが存在。また、専用の背景予告にはペンペン及びクラスメート集合、専用の群予告にはクラスメート＆ペンペン群がある。
これら全てのステージでペンペン時計予告が出現することがある。期待度は高く、アラームが鳴ると出玉ほぼナシの大当たり確定だが、鳴らなかった場合はハズレ確定。なお、葛城家ステージの場合に限り、ペンペン時計が鳴らない場合は必ずキャラ予告銀枠のペンペンが出現する。

### ミッションモード
こちらもシリーズおなじみの、警報予告から発展する特殊ステージ。突入回転でのリーチ(演出なし擬似連続予告含む)は今まで同様出玉アリの大当たり確定。突入時に突発当たりが発生するパターン、突入時にチャンス目が揃うパターンも前作から継承。モード中の、無音変動及び変動開始時の「Misson追加」、指定された分数と7セグタイマーの時間が矛盾している場合、ミッションモード終了後30回転以内に再びミッションモードに突入した場合は大当たり確定、時短中に発生した場合は出玉ほぼナシを含む大当たり確定。今回は5分と3分ミッションで、図柄指定と予告指定が逆になった。また、今回も5分、3分ミッション共に、ロング回転から1分ミッションに突入することがある。なお、本作からは3分ミッションが基本となっており、5分ミッションが出現すると、その突入回転だけだが、期待度が約50％に達する。
5分ミッション
基本的に「5分以内に○○予告を出せ！」の予告指定系。モニター予告やチャンスボタン予告、チャンスアップとして第3ウィンドウ予告が発生する。さらに今回追加された、5分、3分ミッション共通の背景変化予告は、変動中に変化した背景によって期待度が変わるというものになっている。昼背景だと期待度はほぼゼロだが、初号機背景だと期待度が高く、咆哮している背景だと出玉ほぼナシを含む大当たり確定。指定された予告が出た場合、マヤの「ミッションコンプリート!」のセリフとともに「完遂」と表示される。プレミア5分ミッションは、「サービスしちゃうわよ」等。
3分ミッション
基本的に「3分以内に○の図柄でリーチをかけろ!」の図柄指定系。こちらもモニター予告やチャンスボタン予告、背景予告、チャンスアップとして第3ウィンドウ予告が発生する。指定された図柄が止まると効果音が鳴る。指定された図柄でリーチがかかった場合、マヤの「ミッションコンプリート!」のセリフとともに「完遂」と表示される。プレミア3分ミッションは、「3分以内に左図柄に○を止めろ」等。
1分ミッション
前作から継承されたプレミアミッションで、突入時点で大当たり確定となる。また、タイマーが「00:01:11」で停止すれば確変大当たり確定。新劇場版:序におけるヤシマ作戦終了後のシンジとレイの会話を使用している。完遂条件は、「笑えばいいと思うよ」。

## 昇格演出

### 初号機チャンス
図柄スクロール型の昇格演出。昇格する時の大半を占める、昇格確定予告も多数存在するおなじみとなった演出。今回は演出導入部分が若干変更された。昇格確定演出として、
- 初号機の背中に光の羽根が出現
- 役モノ咆哮・またはシンジ背景が発生（複合はナシ）
- 図柄が揃い、キャラが喋り終わった直後に発生する「遅れ」パターン（この際、演出がコア破壊昇格演出になる）

　その他、通常図柄停止後、進みや戻り、ロンギヌスの槍が通過し確変図柄に替わるパターンも継承。

### ラウンド昇格
第4使徒VS初号機
4ラウンド目に次回予告が出れば発展。零号機リーチ・シューティングリーチと同じ映像で、第4使徒を撃破できれば確変昇格となる。第4使徒が通常パターンだが、相手が第5使徒ならば昇格確定。また、最初の攻撃で倒せなくても、6〜7ラウンド目にシンジが「動いてよ!」と言えば初号機が復活し昇格確定、動かなくてもラウンド終了後、青い炎が発生し、4号機が来れば昇格確定となる。この第4使徒VS初号機の演出が発生した場合、突発昇格の演出はラウンド中、エンディングパターン共発生しない。昇格するかしないかは内部での抽選ですでに決定しており、セグでの判別もできるので、途中のコントロールレバー操作の有無で勝利・敗北が決まるということはない。内部的に昇格していれば、コントロールレバーを動かさずとも必ず昇格する（演出そのものは変わってくるが）。
突発昇格
前作から継承された昇格演出。ラウンド中にランダムで発生。突如初号機がATフィールドを引き裂くインパクト抜群の昇格演出。演出発生後は、通常図柄の横に「完全勝利」という文字が付く。また、ラウンドが終わりチャンスタイム突入の画面で発生するエンディング昇格パターンも存在する。

## チャンスタイム（時短）
通常大当たり終了後に突入する、電サポ付きのモードでSRWは70回、YRWは30回。前作のチルドレンモードは廃止され、通常時と演出は同じで、「チャンスタイム」「残り何回」「シンクロ率（出玉アリの大当たり回数×10%。400%を超えると0%に戻る）」の表示が出る。潜伏確変の可能性はない。

## スペック

### CR ヱヴァンゲリヲン 〜始まりの福音〜 SRW
- 大当たり確率
  - （低確率）：1/358.1
  - （高確率）：1/38.8
- 賞球数：3（ヘソ） & 3（電チュー） & 15（普通入賞口、大入賞口）
- ラウンド（大当たり1回あたりの、特別電動役物の開放回数）：8ラウンド or 15ラウンド
- カウント（特別電動役物の開放1回あたりの、概ねの入賞個数）：0カウント or 10カウント
- 確変割合：70%
- 大当たりの内訳
  - （上始動口）
    - 15ラウンド確変（出玉アリ） ⇒ 29%
    - 8ラウンド確変 ⇒ 16%
    - 15ラウンド確変（出玉ほぼナシ） ⇒ 25%
    - 8ラウンド通常 ⇒ 30%

  - （下始動口）
    - 15ラウンド確変（出玉アリ） ⇒ 46%
    - 8ラウンド確変 ⇒ 16%
    - 15ラウンド確変（出玉ほぼナシ） ⇒ 8%
    - 8ラウンド通常 ⇒ 30%
- リミット：なし
- 時短：通常大当たり終了後70回転
- 特別図柄の保留の数：ヘソ4個＋電チュー4個
- 特別図柄の保留の優先消化：電チュー優先

### CR ヱヴァンゲリヲン 〜始まりの福音〜 YRW
- 大当たり確率
  - （低確率）：1/159.1
  - （高確率）：1/15.9
- 賞球数：3（ヘソ） & 3（電チュー） & 10（普通入賞口）&15（大入賞口）
- ラウンド（大当たり1回あたりの、特別電動役物の開放回数）：4ラウンド or 8ラウンド or 15ラウンド
- カウント（特別電動役物の開放1回あたりの、概ねの入賞個数）：0カウント or 10カウント
- 確変割合：70%
- 大当たりの内訳
  - （上始動口）
    - 15ラウンド確変 ⇒ 7%
    - 8ラウンド確変 ⇒ 6%
    - 4ラウンド確変 ⇒ 27%
    - 4ラウンド確変（出玉ほぼナシ） ⇒ 30%
    - 4ラウンド通常 ⇒ 30%

  - （下始動口）
    - 15ラウンド確変 ⇒ 7%
    - 8ラウンド確変 ⇒ 6%
    - 4ラウンド確変 ⇒ 48%
    - 4ラウンド確変（出玉ほぼナシ） ⇒ 9%
    - 4ラウンド通常 ⇒ 30%
- リミット：なし
- 時短：通常大当たり終了後30回転
- 特別図柄の保留の数：ヘソ4個＋電チュー4個
- 特別図柄の保留の優先消化：電チュー優先

## 関連書籍
- 緊急速報 CRヱヴァンゲリヲン始まりの福音、2010年5月27日、辰巳出版
- CRヱヴァンゲリヲン始まりの福音PERFECT MANUAL、2010年7月29日、笠倉出版社
- 月刊ヱヴァ福 特別編集　CRヱヴァンゲリヲン始まりの福音 プレミアムBOX、2010年9月27日、辰巳出版
- 月刊ヱヴァ福 特別編集　CRヱヴァンゲリヲン〜始まりの福音extra book、2010年11月27日、辰巳出版

## ゲーム
- 必勝パチンコ☆パチスロ攻略シリーズPortable Vol.2 CRエヴァンゲリヲン 〜始まりの福音〜、2010年11月18日、PlayStation Portable、ディースリー・パブリッシャー
- 激アツ!!パチゲー魂「CRヱヴァンゲリヲン〜始まりの福音〜」、2010年11月18日、PlayStation 3、フィールズ